# Hammergraben, Frauenstein
Hammergraben je naselje v Občini Frauenstein v Okraju Šentvid ob Glini na Koroškem v Avstriji.